# 中結城村
中結城村（なかゆうきむら）は茨城県結城郡に属していた村。

## 地理
現在の八千代町の北西部に位置する。
- 河川 ： 鬼怒川

## 歴史

### 村名の由来
結城郡の中部に属したことから。

### 村域の変遷
- 1889年（明治22年）4月1日 - 町村制施行により、佐野村、兵庫新田、菅ノ谷村、大山村、下山川村、粕礼新田、塩本村、瀬戸井村が合併して結城郡中結城村が発足。
- 1955年（昭和30年）1月1日 - 中結城村は結城郡下結城村、西豊田村、安静村、真壁郡川西村とともに合併し八千代村が発足。同日中結城村廃止。

変遷表
| 1868年 以前 | 1868年 以前  | 明治11年 | 明治15年 | 明治22年 4月1日 | 昭和30年 1月1日 | 昭和47年 2月1日 | 現在     |
| ----------- | ------------ | -------- | -------- | --------------- | --------------- | --------------- | -------- |
|             | 佐野村       | 佐野村   | 佐野村   | 中結城村        | 八千代村        | 町制            | 八千代町 |
|             | 塩本村       |          |          | 中結城村        | 八千代村        | 町制            | 八千代町 |
|             | 粕礼新田     |          |          | 中結城村        | 八千代村        | 町制            | 八千代町 |
|             | 今宿村新田   | 下山川村 | 下山川村 | 中結城村        | 八千代村        | 町制            | 八千代町 |
|             | 水海道新田   | 下山川村 | 下山川村 | 中結城村        | 八千代村        | 町制            | 八千代町 |
|             | 徳右衛門新田 | 下山川村 | 下山川村 | 中結城村        | 八千代村        | 町制            | 八千代町 |
|             | 善左衛門新田 | 下山川村 | 下山川村 | 中結城村        | 八千代村        | 町制            | 八千代町 |
|             | 兵庫新田     |          |          | 中結城村        | 八千代村        | 町制            | 八千代町 |
|             | 菅谷村       |          |          | 中結城村        | 八千代村        | 町制            | 八千代町 |
|             | 瀬戸井村     |          |          | 中結城村        | 八千代村        | 町制            | 八千代町 |
|             | 大山新田     | 大山新田 | 大山村   | 中結城村        | 八千代村        | 町制            | 八千代町 |

## 交通

### 道路
- 二級国道
  - 国道125号